# قنات بید دو
قنات بید۲ روستایی در دهستان ساردوئیه بخش ساردوئیه شهرستان جیرفت استان کرمان ایران است.

## جمعیت
بر پایه سرشماری عمومی نفوس و مسکن در سال ۱۳۹۵ جمعیت این مکان ۱۰۷ نفر (۳۶خانوار) بوده‌است.